# مرز هند و پاکستان
مرز هند و پاکستان مرز بین‌المللی است که کشورهای جمهوری هند و جمهوری اسلامی پاکستان را از هم جدا می‌کند. در انتهای شمالی آن خط کنترل قرار دارد که کشمیر تحت مدیریت هند را از کشمیر پاکستانی جدا می‌کند. و در انتهای جنوبی آن پای‌رود سر کریک است، مصب جزر و مدی در ران کوچ بین ایالت گجرات هند و ایالت سند پاکستان.
این مرز که از تقسیم هند بریتانیایی در سال ۱۹۴۷ به وجود آمد، مرزهای استانی گجرات و راجستان با سند و خط رادکلیف بین بخش‌های پنجاب را پوشش می‌دهد. زمین‌های مختلفی را در منطقه شمال غربی شبه قاره طی می‌کند که از مناطق اصلی شهری گرفته تا بیابان‌ها را شامل می‌شود. از زمان آغاز درگیری هند و پاکستان، اندکی پس از استقلال پیوسته دو کشور، این منطقه محل درگیری‌های نظامی فرامرزی متعدد و جنگ‌های تمام عیار بوده است. طول کل این مرز بر اساس ارقام ارائه شده توسط ۳۳۲۳ کیلومتر (۲۰۶۵ مایل) است؛ همچنین بر اساس مقاله ای که در فارین پالیسی در سال ۲۰۱۱ نوشته شده است، به عنوان یکی از خطرناک‌ترین مرزهای بین‌المللی در جهان رتبه‌بندی شده است. در طول شب، به دلیل ۱۵۰۰۰۰ نورافکن نصب شده توسط هند بر روی تقریباً ۵۰۰۰۰ پایه، مرز هند و پاکستان به‌طور مشخص از فضا قابل مشاهده است.
مرز بین دو کشور یک مرز بین‌المللی به رسمیت شناخته شده از گجرات / سند تنها با معافیت از خط کنترل است که در سطح بین‌المللی پذیرفته نشده است. منطقه مورد مناقشه کشمیر از طریق جنگ هند و پاکستان در سال ۱۹۴۷ به مناطق کشمیر تحت کنترل پاکستان و کشمیر تحت کنترل هند تقسیم شد. خط آتش‌بس با میانجیگری سازمان ملل در سال ۱۹۴۹ به عنوان مرز عملی بین دو منطقه عمل کرد که پس از جنگ هند و پاکستان در سال ۱۹۷۱ به یک خط کنترل بازنگری شد.
مرز بین کشمیر تحت کنترل هند و ایالت پنجاب پاکستان توسط سازمان ملل به‌طور رسمی «مرز کاری» نامیده می‌شود. هند آن را به عنوان مرز بین‌المللی می‌داند.
بخش‌هایی از مرز هند و پاکستان از شمال به جنوب:
خط کنترل (LoC): مرز عملی بین کشمیر تحت مدیریت هند و کشمیر تحت مدیریت پاکستان. شکل کنونی آن پس از توافقنامه سیملا در سال ۱۹۷۲ مشخص شد.
مرز کاری: پنجاب، پاکستان را از جامو و کشمیر تحت کنترل هند جدا می‌کند. سازمان ملل از آن به عنوان یک مرز کاری یاد می‌کند.
مرز بین‌المللی (IB): خط مشخص شده بین جمهوری هند و جمهوری اسلامی پاکستان که توسط هر دو طرف در سطح بین‌المللی به رسمیت شناخته شده است.